# Stylocheiron microphthalma
Stylocheiron microphthalma är en kräftdjursart som beskrevs av Hansen 1910. Stylocheiron microphthalma ingår i släktet Stylocheiron och familjen lysräkor. Inga underarter finns listade i Catalogue of Life.